# Kakaoplantage ved Guldkysten
Kakaoplantage ved Guldkysten er en dansk dokumentarfilm fra 1954, der er instrueret af Hakon Mielche.

## Handling
Kakaoblomsterne vokser på stammen. De modne frugter kan være op til 20 cm lange. Der høstes to gange om året. Frugterne skæres forsigtigt ned, åbnes med et hug af en stor kniv, og frøene rystes ud. Frøene dækkes med bananblade og gærer i syv dage, hvorpå de tørres. Sækkene syes til og anbringes i vældige stabler på strandbredden. Opkøberen undersøger kvaliteten.